# 7e brigade blindée (France)
Pour les articles homonymes, voir 7e brigade blindée.
La 7e brigade blindée (7e BB) est une unité de l'Armée de terre française dépendant de la 1re division, héritière des traditions de la 7e division blindée. Son état-major (7e DB puis 7e BB) est implanté à Besançon depuis 1961. En 2016, dans le cadre de la force Scorpion, son effectif est de 8 000 personnels. Avec une aptitude au combat prolongé de haute intensité (protection, manœuvre, numérisation, feux), la 7e brigade blindée est l’une des grandes unités les plus modernes et puissantes de l’armée de terre. La 7e brigade blindée a pour devise « Force et audace » et pour emblème la figure mythologique du Centaure, symbolisant la puissance et la vélocité.

## Historique
Créée en janvier 1955, après une phase d’expérimentation baptisée « Javelot », la 7e Division Mécanique Rapide est une grande unité fortement mécanisée. Elle est alors la première division française à être dotée de matériels modernes de fabrication nationale. En mars 1956, elle fait mouvement vers l’Algérie française comme Division d’Intervention. Novembre 1956 : elle constitue avec la 10e Division Parachutiste la « Force Alfa » qui est engagée dans les opérations d’Égypte et en particulier à Suez durant la crise du même nom. De 1957 à 1961, de retour en Algérie, elle est chargée de la sécurisation des Hauts plateaux et du Sahara.
En juin 1961, la 7e D.M.R devient 7e Division Légère Blindée, avec dans ses rangs les 6e, 7e, et 8e brigades. En 1964, la 7e Brigade est désignée pour expérimenter de nouveaux matériels et de nouvelles structures, notamment celle de la brigade mécanisée. En 1976, avec 800 engins blindés, la 7e Division est la grande unité la plus puissante de l’Armée française.
En 1977, dans le cadre de la restructuration de l’armée de Terre, les éléments de la 7e Division donnent naissance aux 6e, 7e et 4e divisions blindées. Ainsi la 7e Division Blindée – 65e Division Militaire Territoriale est créée le 1er août 1977. Dès 1991, elle participe à l’ensemble des opérations extérieures et en particulier dans les Balkans.
En 1999, dans le cadre de la « refondation » de l’armée de Terre et de sa professionnalisation la 7e brigade blindée succédera à la 7e D.B. Elle est alors engagée dans les Balkans, au Moyen Orient, en Asie Mineure, en Afrique, et dans toutes les missions d’assistance et de défense sur le territoire national, dans les départements et territoires d’outre-mer.
En 2018, la France et la Belgique se sont engagées dans un projet de coopération de défense inédit. Les deux pays ont signé un partenariat stratégique pour une interopérabilité maximale (Programme CAMO, CApacité MOtorisée) . Le Bataillon belge 12e de ligne Prince Léopold - 13e de ligne est associé à la 7e Brigade blindée et s'équipe du véhicule blindé multirôles (VBMR) Griffon et de l'engin blindé de reconnaissance et de combat (EBRC) Jaguar .

## Missions
Entièrement tournée vers l’engagement opérationnel, la 7e Brigade blindée a été projetée sur tous les théâtres majeurs au cours des 15 dernières années : Afghanistan, Liban, Kosovo, Tchad, république de Côte d’Ivoire, Mali, République Centrafricaine. Elle agit dans le cadre d'opérations interarmées et multinationales, est apte aux engagements massifs et prolongés de haute intensité, et adaptée aux actions de coercition et de maîtrise de la violence :
- de février à juin 2010, elle est projetée en république de Côte d'Ivoire (opération Licorne) ;
- en octobre 2012, elle arme l'état-major Pamir à Kaboul (Afghanistan) ;
- en 2014 puis en 2016, elle est projetée sur la bande sahélo-saharienne dans le cadre de l'opération Barkhane ;
- 2023 : mission Aigle[4] en Roumanie.

## Composition

### Organisation en 2025
- État-major de brigade à Besançon
- Le 1er régiment de tirailleurs, stationné au quartier Varaigne, à Épinal, équipé  de VBCI.
- Le 35e régiment d'infanterie, stationné à la caserne de Maud'Huy, à Belfort, équipé de VBCI.
- Le 152e régiment d'infanterie, stationné au quartier Walter, à Colmar, équipé de VBCI.
- Le 1er régiment de chasseurs, stationné au quartier Maginot, à Thierville-sur-Meuse, équipé de chars Leclerc
- Le 5e régiment de dragons, de Mailly-le-Camp, équipé de chars Leclerc, VBCI, VBL, VAB génie
- Le 68e régiment d'artillerie d'Afrique, stationné au quartier Colonel Roussel, à La Valbonne, équipé de canon CAESAR
- Le 3e régiment du génie, stationné à la caserne Dumerbion, à Charleville-Mézières, équipé de VAB génie
- La 7e compagnie de commandement et de transmissions blindée, dénomination depuis 2023, à Besançon
- Le 7e groupement d'instruction blindé de Valdahon portant les traditions du 3e régiment de chasseurs d'Afrique

## Commandants de la7eBB
- 1999 - 2000 : général de brigade Philippe Gallineau
- 2000 - 2003 : général de brigade Alain Tartinville
- 2003 - 2005 : général de brigade Hervé de Parseval
- 2005 - 2006 : général de brigade Jean-Philippe Margueron
- 2006 - 2008 : général de brigade Paul de Puybusque
- 2008 - 2009 : général de brigade Michel Yakovleff
- 2009 - 2011 : général de brigade Francis Autran
- 2011 - 2013 : général de brigade Francisco Soriano
- 2013 - 2015 : général de brigade François Guillaume de Sauville de Lapresle
- 2015 - 2017 : général de brigade Nicolas Richoux
- 2017 - 2019 : général de brigade Charles Palu
- 2019 - 2021 : général de brigade Pierre-Yves Rondeau
- 2021 - 2023 : général de brigade Cédric du Gardin
- 2023 - : général de brigade  Philippe Le Carff

## Insigne

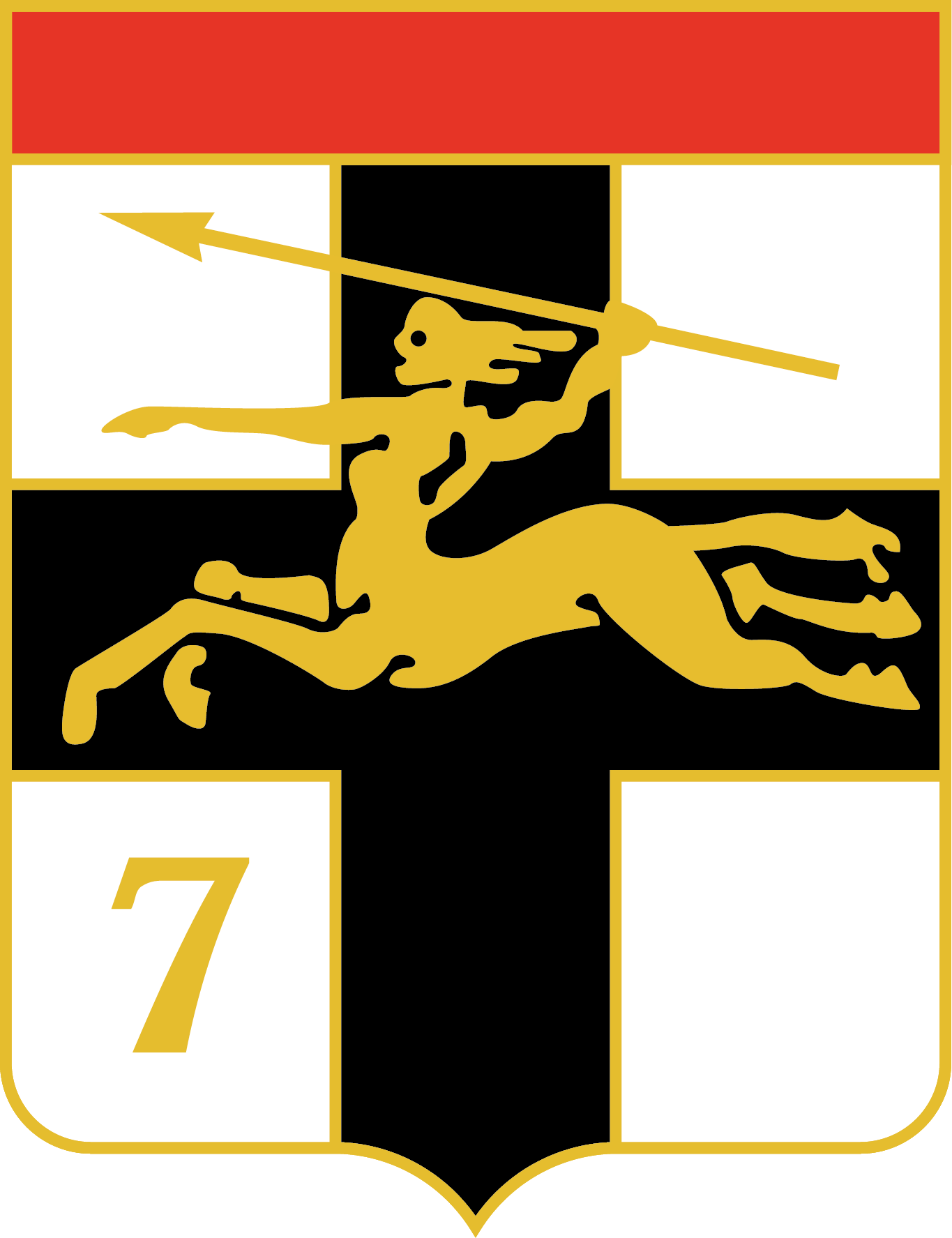
Insigne de la 7e brigade blindée

À sa création en 1955, la 7e DMR se choisit un insigne. Sur fond d’écusson de la ville de Constance, en Allemagne de l'Ouest, où son PC est installé, il reprend tout naturellement la symbolique qui a vu naître la 7. Ses structures ont en effet été choisies à l’issue de deux grandes manœuvres baptisées « Javelot » ; le javelot est ici lancé par un Centaure galopant qui évoque bien la complémentarité interarmes de cette grande unité, puissante et très manœuvrière.